# Hugo Steiner-Prag
Hugo Steiner-Prag, född 12 december 1880 i Prag, död 10 september 1945 i New York, var en böhmisk-tysk illustratör, scenograf, grafiker, målare, bokkonstnär och konstpedagog.

## Biografi
Hugo Steiner-Prag var son till bokhandlaren Hermann Steiner och gift första gången med Paula Bergmann och andra gången med Eleanor Feisenberger. Steiner-Prag studerade vid konstakademien i Prag 1901–1903 och för Peter Halm och Franz von Stuck i München. Han arbetade som lärare på Lehr- und Versuchsatelier für freie und angewandte Kunst i München 1903–1905 och vid konsthantverksskolan i Barmen 1905–1907. Han blev tysk medborgare 1907 och arbetade som professor vid Hochschule für Grafik und Buchkunst Leipzig 1907–1933. Han var från 1910 konstnärlig ledare vid stadsteatern i Leipzig och 1919–1932 var han konstnärlig ledare för Propyläen-Verlag i Berlin och var medlem i Deutscher Werkbund. Han förlorade sin professur när nazisterna tog makten 1933 och återvände då till Prag där han grundade skolan Officina Pragensis som utbildade eleverna i grafik och bokkonst.
Innan tyskarna gick in Tjeckoslovakien flydde han till Sverige 1938. I Sverige arbetade han som föreståndare för Skolan för bok- och reklamkonst 1939–1941. Den tiden räknade han själv som krönet på sin karriär som lärare i bokkonst med bland annat Olle Eksell och Tore Lagergren som elever. Han emigrerade till USA 1941 där han anställdes som professor vid avdelningen för grafik vid New York University och arbetade där till skolans stängdes på grund av USA:s inträde i andra världskriget. Under sin tid i USA var han medlem i American Institute of Graphic Arts. Han blev känd för sina illustrationer till Nikolaus Lenaus dikter, Hans Christian Andersens sagor och E.T.A. Hoffmanns Die Elixiere des Teufels.

## Verk
Under sin långa verksamhet som bokkonstnär illustrerade han ett 70-tal böcker och en mängd bokband och fullständiga bokutstyrslar. Dessutom formgav han nya bokstavstyper, ett stort antal affischer, firmalogotyper och exlibris.
Till hans främsta arbeten räknas de separata illustrationerna till Gustav Meyrinks Der Golem, Prager Phantasien som utgavs i Leipzig 1916 och Aus Alt-Prag från 1935. Som teaterdekoratör gjorde han uppmärksammade dekorationer för Leipziger Oper, Kölner Oper, Hamburger Stadttheater och Deutsche Theater i Prag. Separat ställde han ut i Prag 1911, Leipzig 1919, Hamburg och Berlin 1924, Wien 1925 och på Nationalmuseum 1938 och han medverkade i ett flertal samlingsutställningar. Ett flertal minnesutställningar arrangerades på bland annat St. Etienne Gallery i New York 1947, Staatsdruckerei i Wien 1955 och på Klingspor-Museum i Offenbach am Main 1956. Han organiserade som utställningskommissarie en rad stora utställningar med bokkonst och medarbetade med artiklar om bokkonst i facktidskrifter. Under sin tid i Sverige utgav han häftet Om utbildning för bokkonst 1939 och i tidskriften Grafiskt forum publicerade han uppsatsen 40 år i bokkonstens tjänst 1941. Hans bildkonst som är utförd i olja eller akvarell består huvudsakligen av landskapsmotiv varav flera motiv kommer från Sverige. Steiner-Prag är representerad vid bland annat Museum der bildenden Künste i Leipzig, Nationalmuseum och museet för modern konst i Prag.